# Kis enciklopédia
A Dormándi László szerkesztésében megjelent Kis enciklopédia egy magyar nyelvű 20. századi általános enciklopédia.
Az 1938-ban a Pantheon kiadásában megjelent 706 oldalas mű a Tudományok és művészetek összefoglalása alcímet viseli. Tartalma a következőː
- Juhász Vilmos: Az emberiség évezredei – Világtörténet
- Juhász Vilmos: Az emberiség vallásai – Vallások
- Vass Gyula: A bölcselet alapvonalai – Filozófia, Lélektan
- Gáspár Zoltán: Az emberi közösség – Társadalomtudomány
- K. Havas Géza: A javak körforgása – Közgazdaságtan
- Lussovzsky Károly: A Mindenség kutatása – Csillagászat
- Tóth Géza: A légkör kutatása – Meteorológia
- Gaál István: A Föld története – Földtan
- Kesselyák Adorján: Az élet jelenségei – Biológia
- Soós Lajos: Az állatok világa – Állattan
- Sárkány Sándor: A növények világa – Növénytan
- Malán Mihály: Az ember természetrajza – Antropológia
- Kéz Andor és Juhász Vilmos: Föld és Ember – Földrajz
- Neubauer Frigyes: Az anyag változásának tudománya – Kémia
- Neubauer Frigyes: Az anyag szerkezetének tudománya – Fizika
- Kovács György: Egészség, betegség – Orvostudomány
- Szieberth Imre: A gép az ember szolgálatában – Technika
- Németh Andor: Élő irodalom – Irodalomtörténet
- Szabolcsi Bence: Élő zene – Zenetörténet
- Balás-Piry László: Élő művészet – Művészettörténet